# Jacob Bernstein-Cohen

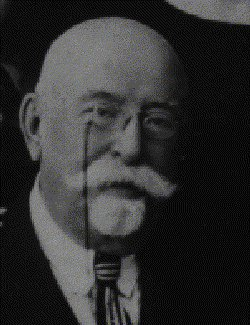
Jacob Bernstein-Cohen

Jacob Bernstein-Cohen, (în ebraică:Yaakov Bernstein-Cohen, יעקב ברנשטיין-כהן, în rusă Iakov Matveievici Bernstein-Kogan  Я́ков Матве́евич Бернште́йн-Ко́ган, n. 1859, Chișinău, Imperiul Rus – d. 1929, Dnipropetrovsk, Uniunea Sovietică) a fost un medic, fruntaș sionist evreu din Basarabia, un luptător pentru dreptul la autodeterminare al poporului  evreu în țara străbunilor, Țara Israel,  a fost printre primii conducători sioniști în Rusia și printre fondatorii Organizației Sioniste în Rusia, a condus opoziția împotriva lui Theodor Herzl în Disputa Ugandei. Jacob Bernstein-Cohen a fost tatăl vestitei actrițe, scriitoare și traducătoare, Myriam Bernstein-Cohen.
În 1917, Jacob Berstein-Kogan a fost ales în Adunarea Constituantă Rusă din Gubernia Basarabia. În 1921, după unirea Basarabiei cu România, a fondat, împreună cu M. I. Gotlib și N. M. Roitman, Societatea pentru Muncă Agricolă din Basarabia. În 1925, s-a stabilit în Palestina mandatară, iar, în 1926, a devenit medic în coloniile agricole evreiești din RSS Ucraineană și din Crimeea. A decedat în 1929, în Dnipropetrovsk.